# Géza Csáth
Géza Csáth (Subotica, 13 febbraio 1887 – Kelebia, 11 settembre 1919) è stato uno scrittore e psichiatra ungherese.

## Biografia
Csáth, cugino di Dezső Kosztolányi, è uno scrittore del primo novecento ungherese e anche compositore, musicologo, critico d'arte e medico psichiatra.
Poco conosciuto in Italia, è uno scrittore di grande rilievo dell'area mitteleuropea; la sua esperienza infatti, caratterizzata fortemente dall'incontro con la psicoanalisi, assume un grande valore in quanto paradigma dello scrittore novecentesco: maledetto, di ispirazioni kafkiane, dipendente da droghe, suicida.
Csáth indaga l'essere umano, le sue paure (allegoricamente e simbolicamente) partendo da studi psicoanalitici. La sua scrittura estremamente musicale (fu anche musicologo) viene sempre più spesso messa in musica da compositori contemporanei. Agli scritti di questo personaggio si ispirano il balletto "Comedia Tempio", firmato dal coreografo-danzatore Josef Nadj  e l'opera lirica "A Varázsló Halála" ("La Morte del Mago") del compositore Alessio Elia (prima esecuzione, Nyitott Műhely Auditorium - Budapest, 14 giugno 2006). .
Csáth si diplomò in medicina nel 1910 e lavorò per un breve periodo presso l'ospedale psichiatrico di Moravcsik.
Cháth è attratto dalle droghe  che sperimenta su se stesso per provarne gli effetti. Ne diventa dipendente, in particolare della morfina, e deve spesso curarsi; diventa paranoico.
Il 22 giugno del 1919 uccise con un colpo di pistola la moglie e si avvelenò, tagliandosi anche le vene. Ricoverato presso l'ospedale di Szabadka, poco tempo dopo riuscì a fuggire. Cercando di raggiungere l'ospedale di Moravcsik viene fermato sulla linea di demarcazione serbo-ungherese. Csáth decide quindi di suicidarsi, avvelenandosi.
La sua esistenza, caratterizzata da un'acuta morfinomania, finisce bruscamente con il suicidio a 31 anni.

## Opere
- Oppio e altre storie (con illustrazioni di Attila Sassy). Traduzione e postfazione di M. D'Alessandro.  Roma: E/O, 1985.
- Napló 1912–1913 (Babits Kiadó,  Szekszárd, 1989)